# 若元春港

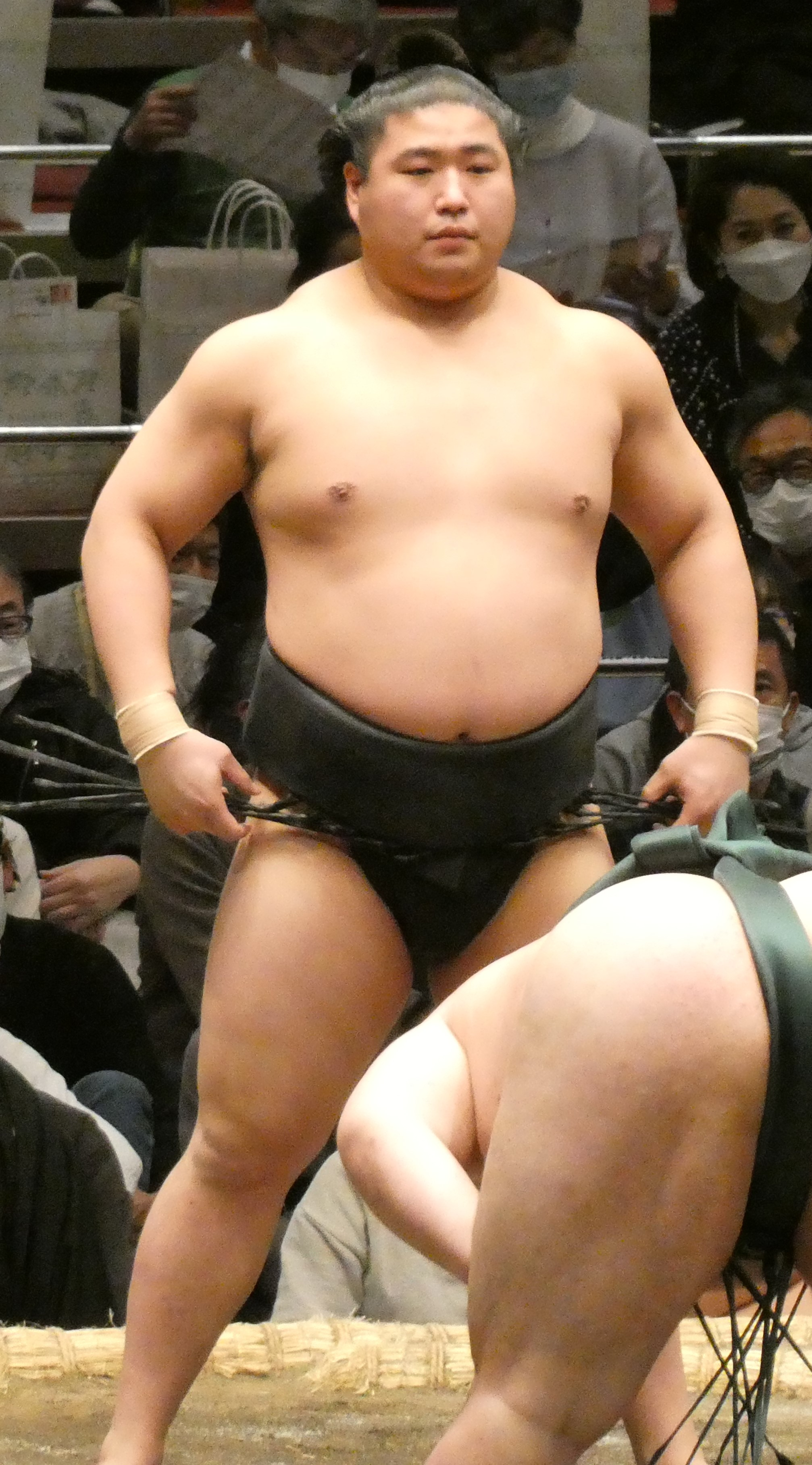
若元春港比赛时

若元春港，(1993年10月5日 - ），原名大波港、日本福島縣福島市出身（出生地愛知縣名古屋市)的現役大相撲力士。身高185cm、體重146kg。血型O型。最高位置副西關脇（2023年5月場所）。所屬的相撲部屋是荒汐部屋。

## 來歴
若元春生於一個相撲世家，他的祖父若葉山貞雄是小結級力士，父親若信夫是幕下力士，他有一個哥哥若隆元和一個弟弟若隆景，他們也是同一個部屋的相撲選手。若隆元尚未超越幕下級，但若隆景在2022年達到了關脇的級別，超越了祖父的成就。他們的四股名來自16世紀大名毛利元就三兄弟的著名寓言。
若元春於2011年11月初次亮相，於翌年一月正式比賽，贏得了7:0序之口優勝。2017年5月，他正式採用了四股名若元春。2019年1月，他以7-0的贏得了幕下區冠軍，並晉陞為十兩。但他在十兩首次比賽中只取得了五場勝利並被降級，但在2019年9月在幕下以6-1的戰績重返十兩級別。
2019年11月，另一位力士阿炎政虎在社交媒體上發佈了一張他被綁起來並用膠帶堵嘴的照片后，他不得不道歉這個惡作劇被批評為似乎輕視了過去相撲部屋內的暴力事件，日本相撲協會的回應是禁止相撲選手擁有個人社交媒體帳戶。
2021年12月，日本相撲協會公佈了2022年1月比賽的排名，他與弟弟若隆景一起晉陞為幕內級力士。若元春和若隆景是第12對同時進入幕內的兄弟。他是繼2019年11月若隆景之後第二位進入幕內的荒汐部屋的成員，也是自現任部屋親方前蒼國來接任以來的第一位成員。若元春在接受記者採訪時回憶起2021年初的困難，由於COVID-19感染而不得不缺席1月的比賽，但以他作為關取的最佳成績結束了比賽，11月的戰績為11勝4負，這使他贏得了升級。
新入幕後3場所連續9勝6敗勝越，若元春在2022年7月的比賽中對陣橫綱照之富士春雄的比賽在若元春的相撲褌鬆開后兩分鐘后被行司式守伊之助叫停。在暫停了大約十分鐘並重置力士的位置后，若元春被擊敗，當時照之富士迅速用腋下投擲將他甩出土俵。
在連續2次以10-5的戰績勝越後，若元春在2023年1月場所晉級西副小結。
在2024年一月場所中得到第一枚擊敗橫綱的金星。
在2024年 5月的比賽中，若元春在第七天退出了比賽，理由是他在訓練中左腳趾受傷。但是，他不排除重返比賽的可能性(他宣佈在第十一天復出)。